# Mike Peltola
Mike Peltola (10 settembre 1974) è un ex calciatore finlandese, di ruolo difensore.

## Carriera

### Club
Peltola cominciò la carriera con la maglia dello FC Oulu. Nel 1995 passò al VPS e successivamente agli svedesi del Kalmar. Tornò poi al VPS, dove rimase fino al 2000.
In seguito si trasferì al Bodø/Glimt, squadra per la quale esordì nella Tippeligaen il 16 aprile 2001, quando fu titolare nella sconfitta per 4-1 sul campo del Molde. Tornò poi in patria, per militare nelle file dello HJK Helsinki e poi in quelle dell'AC Oulu. Si ritirò nel 2006.